# Kerner (druvsort)

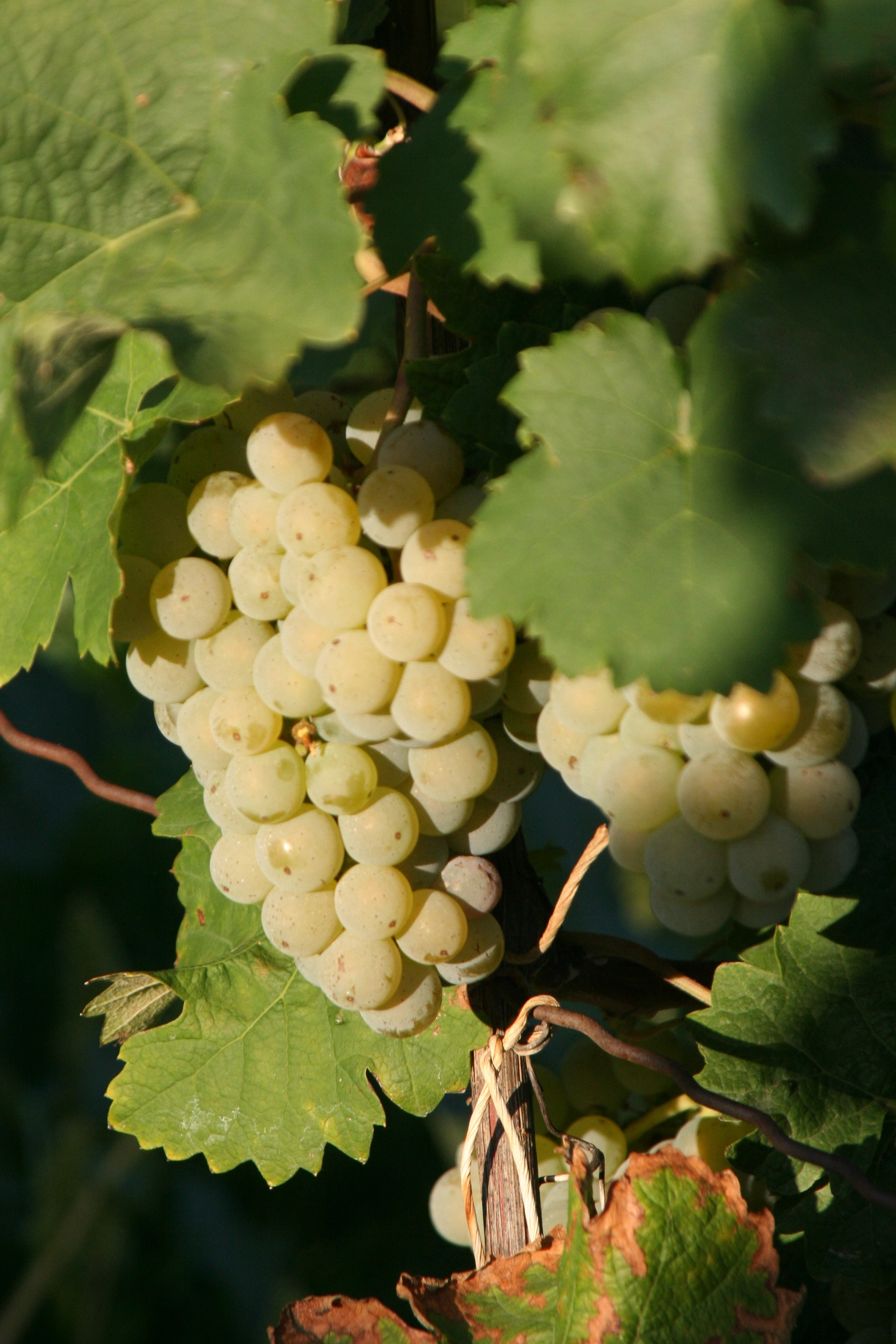
Kerner-druvor

Kerner är en grön sort av vindruva. Den skapades 1929 av August Herold genom att korsa Trollinger (en blå druvsort som också kallas Schiava grossa) och Riesling. Vid detta tillfälle var Herold verksam vid en växtförädlingsanläggning i Lauffen am Neckar i regionen Württemberg i Tyskland. Denna anläggning hörde till ett delstatlig växtförädlingsinstitut med säte i Weinsberg.
Kerner namngavs efter en poet och läkare från Schwaben, Justinus Kerner, som också skrev sånger och poesi om vin.
2006 var Kerner den 8:e mest odlade druvsorten i Tyskland med 4 004 ha och 3,9% av den totala vingårdsarealen. Trenden sedan mitten av 1990-talet är att Kerner minskar i Tyskland, i likhet med i princip alla under 1900-talet introducerade nyframtagna gröna druvsorter. De tyska odlingarna nådde sin höjdpunkt runt 1990 med cirka 8 000 ha och 7,5% av den totala tyska vingårdarealen. Under några år runt 1995 nådde den en tredjeplats i Tyskland efter Riesling och Müller-Thurgau. Kerner finns även i andra länder, och är en tillåten druvsort för kommersiell odling i Sverige.
I jämförelse med Riesling kan Kerner odlas i mindre gynnsamma lägen, och ger större skördar.
Viner framställda av Kerner har en tydlig druvsortskaraktär, often med en Muscat-liknande ton och aromer som påminner om diverse ljusa frukter med antydan av äpple, grapefrukt och mango. Har mildare syra än Riesling.
Kerner är också känd under följande synonymer: Herold Triumpf, Herold Weiss, Schiava Grossa x Riesling Renano WE 25/30, Trollinger x Riesling Renano WE S 25/30, WE S 2530, Weinsberg S 25-30, Weißer Herold. 